# Olympische Sommerspiele 1988/Teilnehmer (Katar)
| Gelbes Symbol für Goldmedaillen mit stilisierten Olympischen Ringen | Graues Symbol für Silbermedaillen mit stilisierten Olympischen Ringen | Braundes Symbol für Bronzemedaillen mit stilisierten Olympischen Ringen |
| ------------------------------------------------------------------- | --------------------------------------------------------------------- | ----------------------------------------------------------------------- |
| —                                                                   | —                                                                     | —                                                                       |

Katar nahm an den Olympischen Sommerspielen 1988 in Seoul, Südkorea, mit einer Delegation von zehn Sportlern (allesamt Männer) teil.

## Teilnehmer nach Sportarten

### Leichtathletik
- Talal Mansour
100 Meter: Viertelfinale
4 × 100 Meter: Halbfinale

- Mohamed Ismail Youssef
200 Meter: Vorläufe

- Mohamed Suleiman
1500 Meter: Vorläufe

- Ahmed Ibrahim Warsama
5000 Meter: Vorläufe
10.000 Meter: Vorläufe

- Rashid Sheban Marzouk
110 Meter Hürden: Viertelfinale
4 × 100 Meter: Halbfinale

- Faraj Saad Marzouk
4 × 100 Meter: Halbfinale

- Sayed Mubarak al-Kuwari
4 × 100 Meter: Halbfinale

- Abdullah Mohamed al-Sheib
Weitsprung: In der Qualifikation ausgeschieden

### Schießen
- Jadaan Tarjam al-Shammari
Kleinkaliber liegend: 54. Platz

### Segeln
- Mohamed al-Kaabi
Windsurfen: 45. Platz